# Stefan Weinert
Stefan Weinert (ur. 26 kwietnia 1964 w Kolonii) – niemiecki aktor, reżyser i scenarzysta.

## Filmografia
- 1997: Zakazana miłość jako fotograf
- 1997: Lindenstraße jako Eduard Kiermeyer
- 1998: Medicopter 117 jako stróż zwierząt
- 1998: Zakazana miłość jako Eddy
- 1999: Pieśń o miłości i śmierci (Gloomy Sunday - Ein Lied von Liebe und Tod) jako oficer SS
- 1999: Tatort: Nie wieder Oper jako oficer policji
- 1999: Balko jako Jürgen Glaser
- 1999: Komisarz Rex jako Milo
- 1999: Klaun: Der Rattenfänger jako Attla
- 1999: Tatort: Absolute Diskretion jako oficer policji
- 2000: Kobra – oddział specjalny: Die schwarze Rose jako Max
- 2001: D’Artagnan jako najemnik
- 2001: Tatort: Tödliche Tagung jako ratownik
- 2002: Bliźniaczki (De tweeling) jako jubiler
- 2003: Gate to Heaven jako adwokat
- 2003: Tatort: Frauenmorde jako Steward
- 2004: Smokiem i mieczem jako najemnik
- 2005: Der Clown jako Martin Schneider
- 2005: Tatort: Schürfwunden jako dzierżawca samochodu
- 2006: Kobra – oddział specjalny: Gorączka (Fieber) jako Becker
- 2006: Balko jako No. 1
- 2008: Tatort: Waffenschwestern jako ochrona policji
- 2010: Kobra – oddział specjalny: Zły dzień (Der Anschlag) jako policjant
- 2012: Oblubienica Pana (Belle du Seigneur) jako Van Vries
- 2012: Martwy punkt (Doudege Wénkel) jako Huremovic
- 2014–2015: Mój kumpel duch jako Hubertus
- 2017: Kobra – oddział specjalny: Ein Scheißtag jako Boris Hackbarth
- 2018: 18 - Clash of Futures jako Karl